# 958-й штурмовой авиационный полк
958-й штурмовой авиационный Рижский полк — авиационная воинская часть ВВС РККА штурмовой авиации в Великой Отечественной войне.

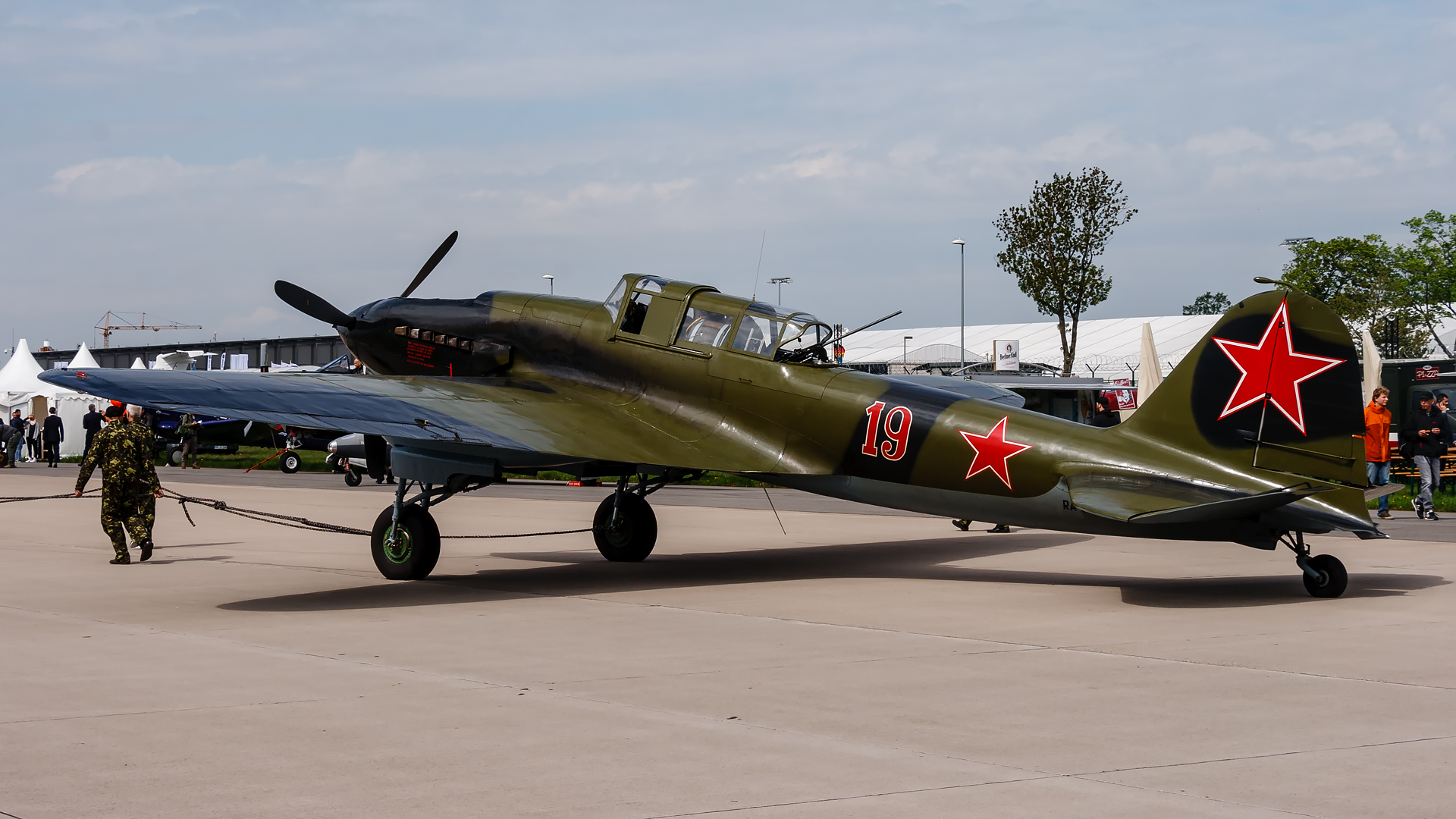
Конструкторы называли разработанный ими штурмовик Ил-2 «летающим танком», пилоты-истребители люфтваффе прозвали его «бетонным самолётом» (нем. Betonflugzeug), солдаты вермахта называли его «чумой» (нем. Schwarzer Tod, дословно: «чёрная смерть»).

## Наименование полка
В различные годы своего существования полк имел наименования:
- 958-й штурмовой авиационный полк;
- 958-й штурмовой авиационный Рижский полк[1].

## История и боевой путь полка
Полк сформирован в июле 1942 года в составе 1-й запасной авиабригады ВВС Приволжского военного округа. До июля 1943 года полк находился на укомплектовании.
7 июля 1943 года полк прибыл в состав 281-й штурмовой авиадивизии 14-й воздушной армии Волховского фронта.
В Мгинской наступательной операции полк в составе дивизии содействовал частям 8-й армии. Всеми полками выполнено 1440 боевых вылетов, уничтожено 52 ДЗОта и блиндажей, 59 автомашин, 176 орудий полевой артиллерии, 153 минометных точки, 28 складов с боеприпасами, 246 точек зенитной артиллерии, 50 железнодорожных вагонов, 762 солдата и офицера, 1 самолёт в воздушных боях. Свои потери составили 37 самолётов, 25 летчиков и 16 стрелков.

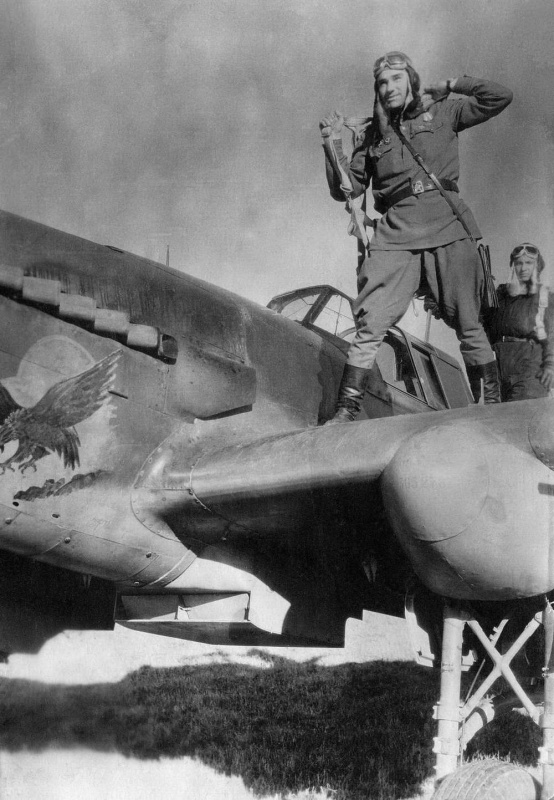
Возвращение с задания. На фото летчик 958-го штурмового авиаполка Мейлус Иван Игнатьевич.

С 15 по 25 сентября 1943 года полк и дивизия боевых действий не вели. 21 сентября управление дивизии перебазировалось в Любытино, а 958-й штурмовой авиационный полк — в Большое Заборовье. С 2 сентября дивизия начала боевые действия способом «свободная охота». С 16 октября управление дивизии перебазировалось в Любцы, а 17 октября 958-й штурмовой авиационный полк — на аэродром М. Вишера.
С 13 января 1944 года полк вошел в состав 280-й смешанной авиадивизии 14-й воздушной армии Волховского фронта. В составе дивизии полк участвует в Новгородско-Лужской операции, разгроме немецких войск под Ленинградом и Новгородом. В феврале-марте 1944 наносит удары по железнодорожным станциям Батецкая, Передельская, Луга, Струги Красные, по опорным пунктам Мшага-Ямская, Уторгош, Орехова Гора, совхоз им. Кирова. С апреля 1944 года полк с дивизией в составе 14-й воздушной армии 3-го Прибалтийского фронта успешно действует в Псковско-Островской, Тартуской и Рижской операциях. C июля 1944 года поддерживает наступающие войска, производит бомбардировки Приекуле, Яунлатгале, в сентябре 1944 уничтожал переправы через Двину в районе Даугавпилса, наносит удары по порту Айнажи на восточном берегу Рижского залива.
Особо дивизия отличилась при освобождении городов Абрене, Остров, Тарту и Рига. За отличия в боях при освобождении города Остров дивизии присвоено почетное наименование «Островская», а 958-му штурмовому авиационному полку за отличие в боях при овладении столицей Советской Латвии городом Рига присвоено почётное наименование «Рижский».
280-я смешанная авиационная Островская дивизия вместе с полками в составе 14-я воздушная армия была выведена в резерв Ставки ВГК и Приказом НКО СССР 26 ноября 1944 года переформирована в 280-ю штурмовую авиационную Островскую дивизию и передана в состав 7-й воздушной армии Резерва Верховного Главнокомандования. В её составе находилась до конца войны.
В составе действующей армии полк находился с 7 июля 1943 года по 26 ноября 1944 года.
В 1945 году полк переучился на новый Ил-10. По окончании войны полк вместе с дивизией выведены в Смоленск в состав ВВС Московского военного округа, где 280-я штурмовая авиационная Островская дивизия в апреле 1946 года была расформирована, а 958-й штурмовой авиационный Рижский полк передан в состав 277-й штурмовой авиадивизии 13-й воздушной армии Ленинградского военного округа и перебазирован на аэродром Раквере (Эстония).
В 1949 году в связи с массовыми переименованиями в авиационных частях и соединениях 13-я воздушная армия стала именоваться 76-й воздушной армией, изменения в наименованиях не коснулись ни полка. ни дивизию. В 1955 году дивизия стала получать новую реактивную технику — самолёт МиГ-15. В связи с этим в состав дивизии вместо 958-го штурмового авиаполка вошел новый полк — 118-й истребительный авиационный полк, а 958-й штурмовой авиационный Рижский полк был расформирован на аэродроме Прибылово (Ленинградская область) в составе 277-й истребительной авиационной Красносельской Краснознамённой орденов Суворова и Кутузова дивизии 76-й воздушной армии Ленинградского военного округа.

## Командиры полка
- майор, подполковник Всеволод Васильевич Ярошенко, 07.43 — 07.46

## В составе соединений и объединений
| Дата          | Фронт (округ)                        | Армия                            | Дивизия                             | Примечания |
| ------------- | ------------------------------------ | -------------------------------- | ----------------------------------- | ---------- |
| 25.07.1942 г. | Приволжский военный округ            | ВВС Приволжского военного округа | 1-я запасная авиационная бригада    |            |
| 07.07.1943 г. | Волховский фронт                     | 14-я воздушная армия             | 281-я штурмовая авиационная дивизия |            |
| 13.01.1944 г. | Волховский фронт                     | 14-я воздушная армия             | 280-я смешанная авиационная дивизия |            |
| 15.02.1944 г. | Ленинградский фронт                  | 14-я воздушная армия             | 280-я смешанная авиационная дивизия |            |
| 26.02.1944 г. | Ленинградский фронт                  | 13-я воздушная армия             | 280-я смешанная авиационная дивизия |            |
| 24.04.1944 г. | 3-й Прибалтийский фронт              | 14-я воздушная армия             | 280-я смешанная авиационная дивизия |            |
| 17.10.1944 г. | 2-й Прибалтийский фронт              | 14-я воздушная армия             | 280-я смешанная авиационная дивизия |            |
| 26.11.1944 г. | Резерв Верховного Главнокомандования | 14-я воздушная армия             | 280-я смешанная авиационная дивизия |            |
| 26.11.1944 г. | Резерв Верховного Главнокомандования | 7-я воздушная армия              | 280-я штурмовая авиационная дивизия |            |
| 09.05.1945 г. | Резерв Верховного Главнокомандования | 7-я воздушная армия              | 280-я штурмовая авиационная дивизия |            |
| 10.06.1945 г. | Московский военный округ             | ВВС Московского военного округа  | 280-я штурмовая авиационная дивизия |            |
| 01.04.1946 г. | Московский военный округ             | ВВС Московского военного округа  | 280-я штурмовая авиационная дивизия |            |
| 09.07.1945 г. | Ленинградский военный округ          | 13-я воздушная армия             | 277-я штурмовая авиационная дивизия |            |
| 10.01.1949 г. | Ленинградский военный округ          | 76-я воздушная армия             | 277-я штурмовая авиационная дивизия |            |
| 1956 г.       | Ленинградский военный округ          | 76-я воздушная армия             | 277-я штурмовая авиационная дивизия |            |

## Участие в операциях
- Битва за Ленинград:

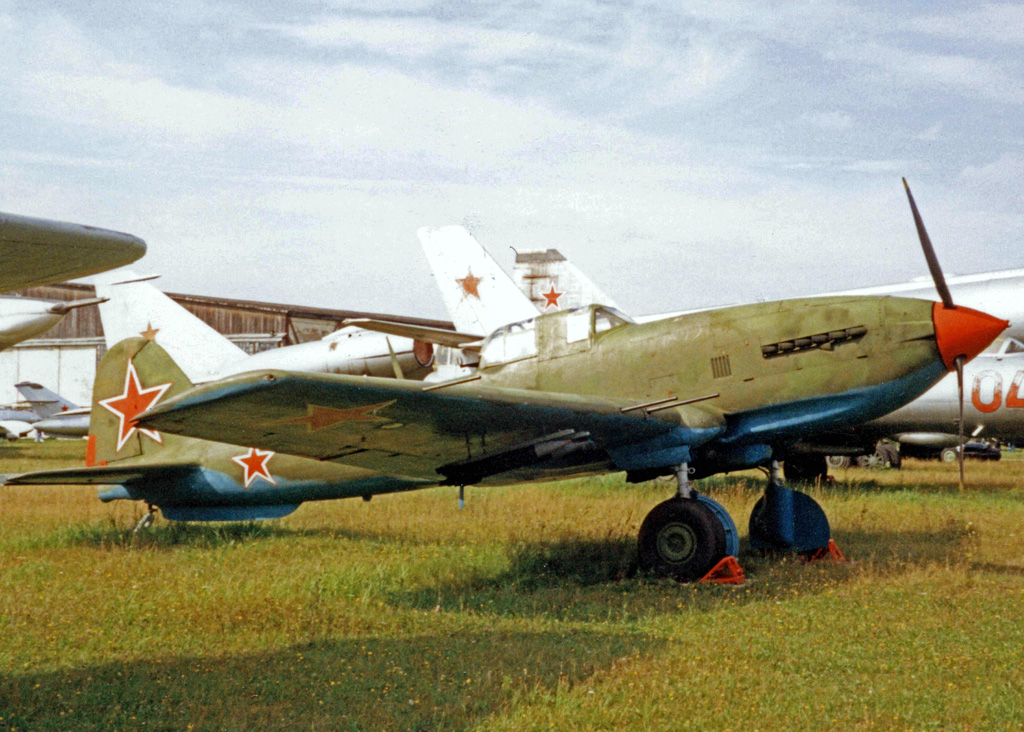
На вооружение полка самолёт Ил-10 начал поступать в 1945 году. На фото Ил-10М в Центральном музее ВВС РФ, Монино.

  - Мгинская наступательная операция — с 22 июля 1943 года по 22 августа 1943 года.
  - Новгородско-Лужская наступательная операция — с 14 января 1944 года по 15 февраля 1944 года.
  - Ленинградско-Новгородская операция — с 14 января 1944 года по 1 марта 1944 года.
- Псковско-Островская операция — с 17 июля 1944 года по 31 июля 1944 года.
- Тартуская операция — с 10 августа 1944 года по 6 сентября 1944 года.
- Прибалтийская операция:
  - Рижская операция — с 14 сентября 1944 года по 22 октября 1944 года.

## Почетные наименования
- 958-му штурмовому авиационному полку за отличие в боях при овладении столицей Советской Латвии городом Рига — важной военно-морской базой и мощным узлом обороны немцев в Прибалтике Приказом НКО № 0353 от 31 октября 1944 года на основании Приказа ВГК № 196 от 13 октября 1944 года присвоено почётное наименование «Рижский»[6].

## Благодарности Верховного Главнокомандующего
Воинам полка в составе 280-й смешанной авиадивизии объявлены благодарности Верховного Главнокомандующего:
- За отличия в боях при форсировании реки Великая и прорыве обороны противника, при занятии крупных населенных пунктов Шанино, Зеленово, Красногородское[9].
- За отличие в боях при овладении штурмом городом Остров — крупным узлом коммуникаций и мощным опорным пунктом обороны немцев, прикрывающим пути к центральным районам Прибалтики[10].
- За отличие в боях при овладении штурмом городом и крупным узлом коммуникаций Тарту (Юрьев-Дерпт) — важным опорным пунктом обороны немцев, прикрывающим пути к центральным районам Эстонии[11].
- За отличие в боях при овладении городом и крупным железнодорожным узлом Валга — мощным опорным пунктом обороны немцев в южной части Эстонии[12].
- За отличие в боях при овладении столицей Советской Латвии городом Рига — важной военно-морской базой и мощным узлом обороны немцев в Прибалтике[6].

## Отличившиеся воины
- Кабишев Борис Дмитриевич, старший лейтенант, командир авиационной эскадрильи 958-го штурмового авиационного полка Указом Президиума Верховного Совета СССР от 23 февраля 1945 года удостоен звания Герой Советского Союза. Золотая Звезда № 5358.
- Мейлус Иван Игнатьевич, капитан, штурман 958-го штурмового авиационного полка Указом Президиума Верховного Совета СССР от 23 февраля 1945 года удостоен звания Герой Советского Союза. Золотая Звезда № 5350.
- Никитенко Николай Михайлович, младший лейтенант, командир звена 958-го штурмового авиационного полка Указом Президиума Верховного Совета СССР от 23 февраля 1945 года удостоен звания Герой Советского Союза. Золотая Звезда № 5339.

## Базирование
| Период               | Место базирования               |
| -------------------- | ------------------------------- |
| 01.07.1945 — 04.1946 | Смоленск                        |
| 04.1946 — 1954       | Раквере, Эстонская ССР          |
| 1954 — 1956          | Прибылово Ленинградская область |